# خربة السودة (منبج)
خربة السودة قرية سوريّة تتبع إداريّاً لمحافظة حلب منطقة منبج ناحية أبو قلقل، بلغ تعداد سكانها 1,266 نسمة حسب التعداد السكاني لعام 2004.